# Sigekatu Kuroda
Sigekatu Kuroda (japonès: 黒田成勝)  (Tòquio, 11 de novembre de 1905 - Baltimore, 3 de novembre de 1972) va ser un matemàtic japonès.
Kuroda va néixer a Tòquio. Va estudiar a la universitat Imperial de Tòquio, sent deixeble del matemàtic Teiji Takagi amb una filla del qual es va casar. El seu fill Sige-Yuki Kuroda va ser un famós lingüista. Va ser professor de l'Escola Normal Superior de Tòquio (actual Universitat femenina d'Otxanomizu) (1933-1942), professor de la universitat de Nagoya (1942-1962) i professor de la universitat de Maryland (1962-1972). El 1945 va obtenir el títol de Doctor en Ciències a la Universitat Imperial de Tòquio amb una tesi titulada "Uber den Dirichletschen Korper". Els anys 1955 i 1956 va ser professor visitant a l'Institut d'Estudis Avançats de Princeton.
Els seus camps de recerca van ser la teoria de nombres i la lògica matemàtica. Tot i haver estat deixeble de Takagi, i decepcionan el mestre, es va dedicar més a la segona que a la primera, sempre des d'un punt de vista intuïcionista. Va publicar tres llibres de text en japonès, sobre fonaments de la matemàtica, sobre teoria de conjunts i sobre teoria de nombres, a més d'una vintena d'articles científics en anglès i alemany. També va ser l'editor de les obres escollides del seu mestre, Teiji Takagi.